# Ida Dannewitz
Ida Dannewitz (27 marzo 1999) è un'ex sciatrice alpina svedese.

## Biografia
Attiva dal novembre del 2015, in Coppa Europa la Dannewitz ha esordito il 29 novembre 2017 a Funäsdalen in slalom speciale (23ª) e ha ottenuto il primo podio il 7 dicembre 2018 a Lillehammer Kvitfjell in combinata (2ª); ai successivi Mondiali di Åre 2019, sua unica presenza iridata, si è classificata 34ª nella discesa libera, 26ª nel supergigante e non ha completato la combinata. Il 10 dicembre 2019 ha conquistato a Sankt Moritz in supergigante la sua unica vittoria in Coppa Europa, nonché ultimo podio; in Coppa del Mondo ha esordito il 14 dicembre successivo nelle medesime località e specialità (23ª), ha ottenuto il miglior piazzamento il 12 gennaio 2020 ad Altenmarkt-Zauchensee in combinata (9ª) e ha preso per l'ultima volta il via il 9 febbraio seguente a Garmisch-Partenkirchen in supergigante, senza terminare la prova. Si è ritirata al termine della stagione 2021-2022 e la sua ultima gara è stata lo slalom speciale dei Campionati svedesi 2022, disputato il 28 marzo a Åre e non completato dalla Dannewitz; non ha preso parte a rassegne invernali.

## Palmarès

### Mondiali juniores
- 1 medaglia:
  - 1 bronzo (combinata a Val di Fassa 2019)

### Coppa del Mondo
- Miglior piazzamento in classifica generale: 81ª nel 2020

### Coppa Europa
- Miglior piazzamento in classifica generale: 7ª nel 2020
- 4 podi:
  - 1 vittoria (in supergigante)
  - 3 secondi posti (1 in supergigante, 2 in combinata)

#### Coppa Europa - vittorie
| Data             | Località     | Paese    | Specialità |
| ---------------- | ------------ | -------- | ---------- |
| 10 dicembre 2019 | Sankt Moritz | Svizzera | SG         |

Legenda:

SG = supergigante

### Campionati svedesi
- 2 medaglie:
  - 1 argento (combinata nel 2018)
  - 1 bronzo (discesa libera nel 2018)